# Leucania corrugata
Leucania corrugata är en fjärilsart som beskrevs av George Francis Hampson 1894. Leucania corrugata ingår i släktet Leucania och familjen nattflyn. Inga underarter finns listade i Catalogue of Life.